# Kari Øksnevad
Kari Øksnevad, gift Skouen, född 18 februari 1926, död 24 april 2018, var en norsk pianist och skådespelare.
Kari Øksnevad var dotter till redaktören Toralv Øksnevad (1891–1975) och Amélie Semb (1892–1957). Hon var från 1946 gift med regissören Arne Skouen och tillsammans fick de dottern, kompositören Synne Skouen (född 1950).
Øksnevad medverkade i två filmer, båda regisserade av maken. Hon debuterade 1958 i rollen som Jarmans hustru i Pastor Jarman kommer hjem och 1960 spelade hon rollen som Anne Aulie i Omringad.

## Filmografi
- 1958 – Pastor Jarman kommer hjem
- 1960 – Omringad